# Thelma Cabrera
Thelma Cabrera (sinh ngày 21 tháng 9 năm 1970) là một nhà bảo vệ nhân quyền và chính trị gia bản địa (Maya Mam). Cabrera ra tranh cử tổng thống Guatemala vào năm 2019 như một phần của đảng chính trị, Phong trào giải phóng nhân dân.

## Tuổi thơ
Sinh ra trong một gia đình campesino nông dân, Cabrera lớn lên ở El Asintal trên bờ biển phía tây Guatemala và kết hôn ở tuổi 15. Cô đã kể lại việc cô đã trải qua thời thơ ấu làm việc chân trần thu hoạch cà phê với mẹ và các chị gái, chỉ để bị lừa bởi những người trả tiền cho họ cho lao động của họ.

## Chính trị
Cabrera là một thành viên tích cực của Ủy ban Phát triển Nông dân (tiếng Tây Ban Nha: Comité de Desarrollo Campesino; CODECA), một tổ chức nhân quyền cơ sở hoạt động để cải thiện tình hình của người nghèo ở nông thôn Guatemala. Cabrera đã được chọn để đại diện cho đảng chính trị mới thành lập của CODECA, Phong trào giải phóng nhân dân (tiếng Tây Ban Nha: Movimiento para la Liberación de los Pueblos; MLP), để tham gia cuộc tổng tuyển cử Guatemala 2019 vào ngày 16 tháng 6 năm 2019.
Vào ngày 15 tháng 6 năm 2019, Cabrera đã bỏ phiếu thứ năm trong một cuộc đua với 20 ứng cử viên. Với một nửa số phiếu được tính, Cabrera đang đứng ở vị trí thứ tư với 10,3% phiếu bầu. Vào thời điểm đa số phiếu bầu được tính, chỉ có hai ứng cử viên hàng đầu, Sandra Torres với 26% phiếu bầu và Alejandro Giammattei với 15% phiếu bầu, được bỏ lại để tranh cử trong cuộc bầu cử vào tháng 8 năm 2019, bỏ Cabrera ra của cuộc đua.